# Panni sporchi (film 1980)
Panni sporchi è un documentario del 1980 diretto da Giuseppe Bertolucci  che ha come sfondo la stazione Centrale di Milano e si articola in un mix di interviste e racconti intrecciati.  
Il filmato generò un profondo dibattito tra gli intellettuali del PCI, tant'è che vinse il primo premio al Festival dei popoli di Firenze. 
Il titolo richiama, apertamente, una frase di Giulio Andreotti, con la quale aveva definito alcuni film del cinema italiano del passato.